# Salinas (Ekwador)
Salinas – miasto w Ekwadorze, w prowincji Santa Elena, stolica kantonu Salinas.

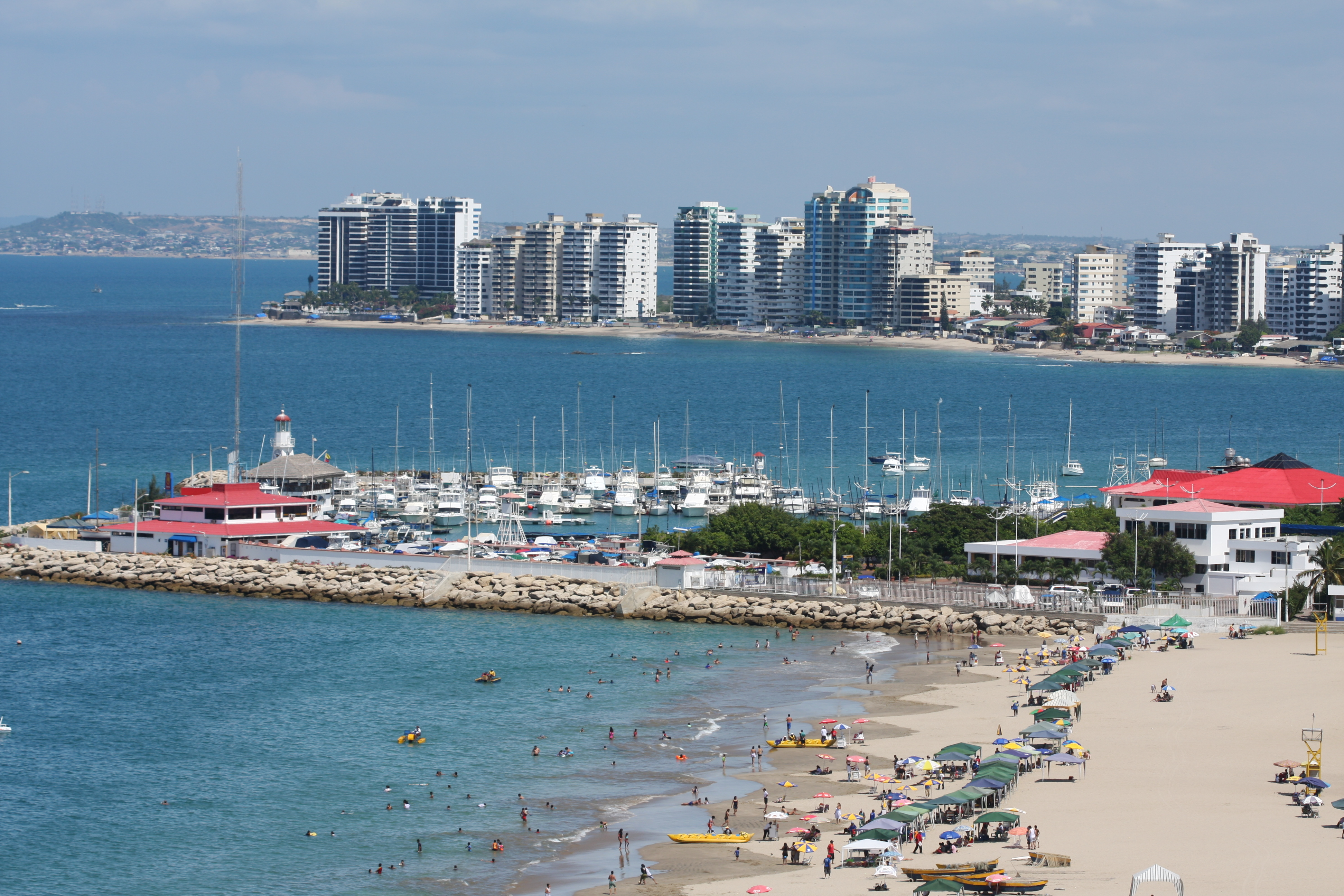
Widok na plażę i port Salinas

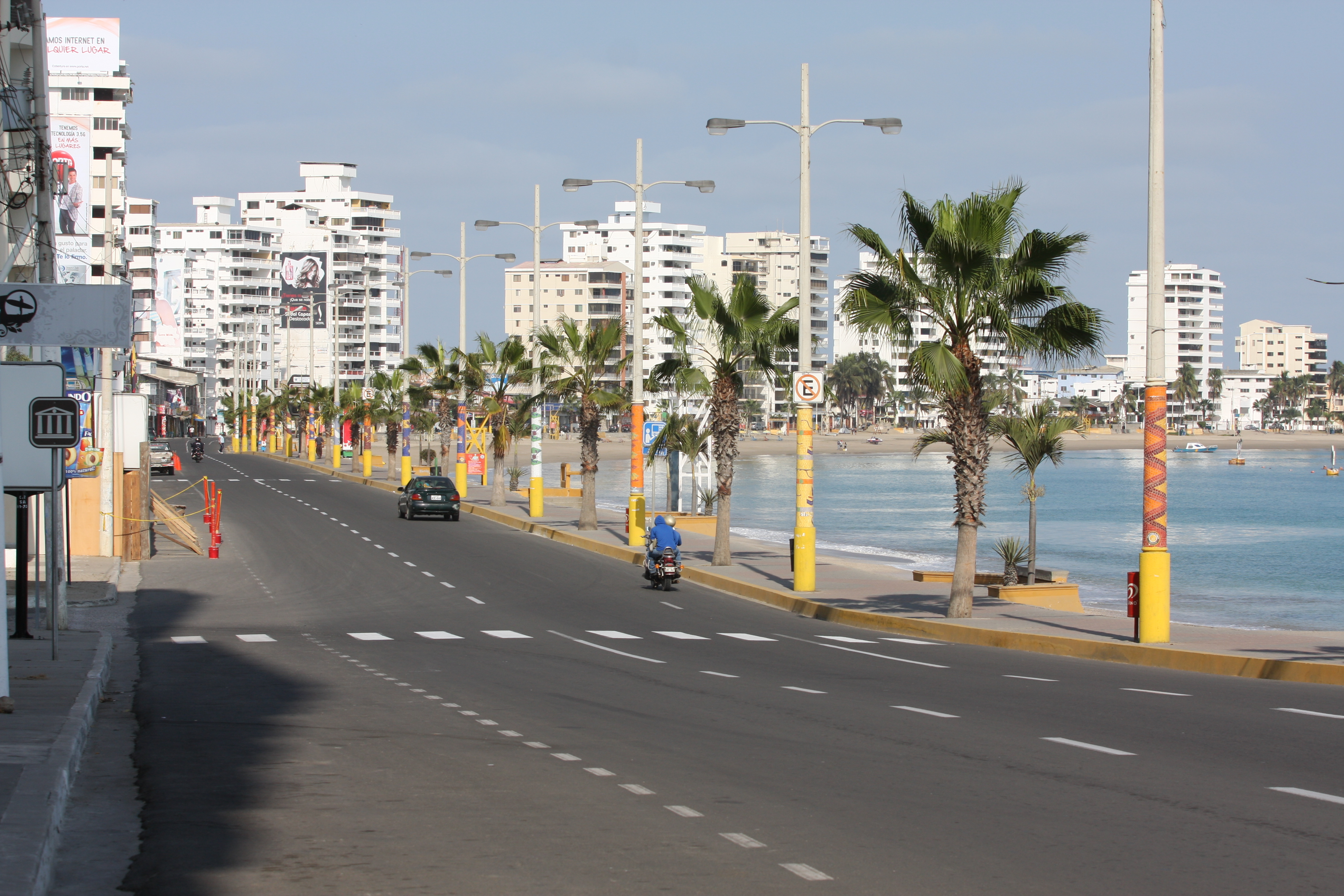
Bulwar w Salinas

## Opis
Miasto zostało założone w 1929 roku. Obecnie miejscowość jest popularnym ośrodkiem wypoczynkowym, położonym nad Pacyfikiem. W mieście znajduje się krajowy port lotniczy.. 

## Demografia
Miasto według spisu powszechnego 21 listopada 2001 roku liczyło 28 650, 28 listopada 2010 ludność Salinas wynosiła 34 719.

## Gospodarka
W mieście rozwinął się przemysł chemiczny oraz rafineryjny.

## Atrakcje turystyczne
- El Museo De Las Ballenas - muzeum[3].
- Faro Salinas Yacht Club - klub jachtowy[4].

## Baza hotelowa
- Hotel Barceló[5].
- Hotel Riviera del Sol[6].
- Hotel Sun Beach[7].
- Hotel Caridi[8].
- Hotel Oro Del Mar[9].

## Edukacja

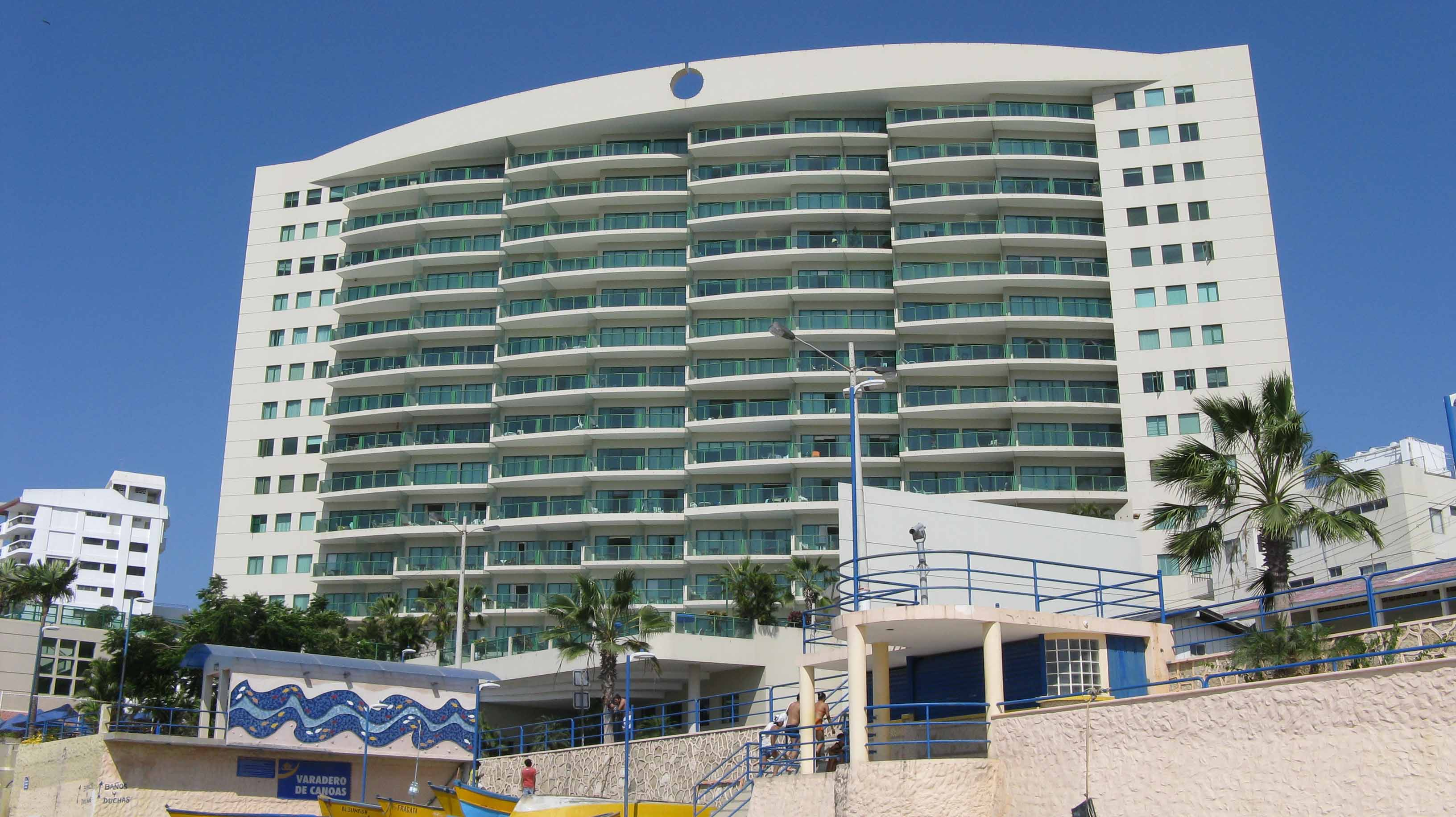
Hotel Barceló w Salinas

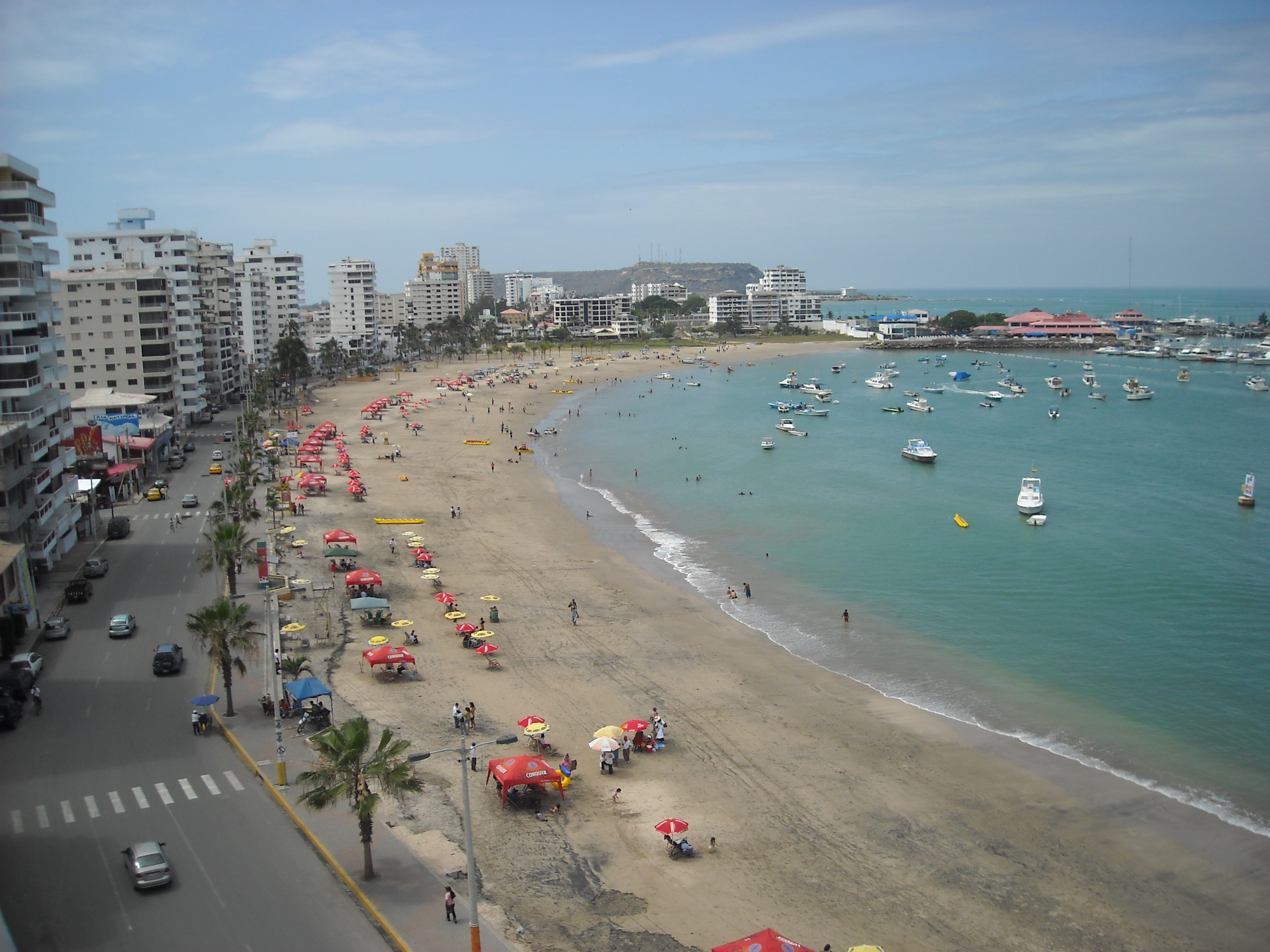
Widok na plażę Salinas

- Unidad Educativa Particular Bilingue Jefferson[10]. - Prywatna dwujęzyczna jednostka edukacyjna Jefferson
- Unidad Educativa "Nuestro Mundo"[11]. - Jednostka edukacyjna "Nasz świat"
- Escuela Superior Naval[12]. - Uniwersytet prywatny